# Wulfila

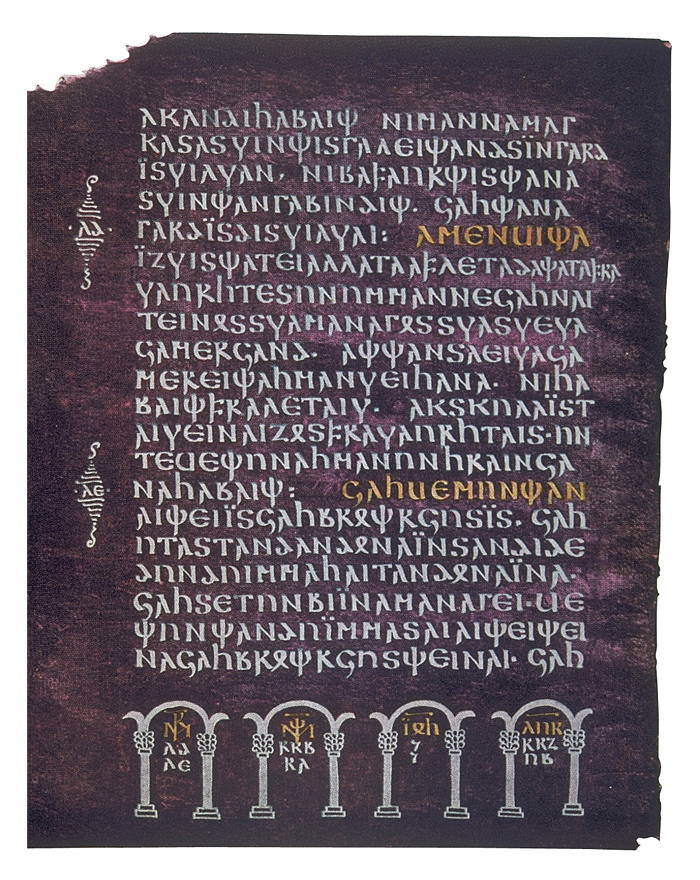
Srebrna Biblia Wulfili

Wulfila, Ulfilas (ur. 310, zm. 383) – duchowny rzymski pochodzenia grecko-germańskiego, tłumacz Biblii, misjonarz i apostoł Gotów działający w IV wieku.
Wulfila urodził się w mieszanej rodzinie. Jego ojciec był Gotem, a matka Greczynką z Kapadocji. Kształcił się w klasztorach na terenie Mezji. Należał do uczniów biskupa Euzebiusza z Nikomedii, pod którego wpływem stał się wyznawcą doktryny arianizmu, potępionej na soborze nicejskim I w 325 r. jako herezja. 
W 341 roku został konsekrowany na biskupa Taurydy i wysłany jako apostoł do plemion Gotów osiadłych nad Dunajem. Pod wpływem działalności Wulfili i jego następców Germanie, początkowo skłonni przyjąć trynitaryzm, odrzucili tę doktrynę i stali się gorliwymi arianami. 
Po zakończeniu misji w 348 roku osiadł w Mezji, gdzie mieszkał do końca życia. Dzięki protektoratowi ze strony cesarzy z dynastii konstantyńskiej nie obawiał się prześladowań. Brał udział w dysputach i soborach, stanowczo sprzeciwiając się trynitarnemu nauczaniu o naturze Boga.
Uczniem i wychowankiem Wulfili był Auksencjusz z Durostorum.

## Biblia Wulfili
Wulfila jako pierwszy przetłumaczył prawie całą Biblię (oprócz Ksiąg Królewskich) na język inny niż oryginalne (aramejski, grecki i hebrajski). Dla celów swojego tłumaczenia opracował też alfabet gocki.

## Credo Wulfili
Przed śmiercią Wulfila opracował własne wyznanie wiary, które przekazał Auksencjusz. W ostatnim zdaniu zawiera ono doktrynę Ariusza o braku równości pomiędzy Bogiem Ojcem, a Synem Bożym:

Ja, Wulfila, biskup i wyznawca, zawsze wierzyłem tak i w tej jedynej i prawdziwej wierze czynię swoją podróż do mojego Pana,
Wierzę,
Że jest tylko jeden Bóg Ojciec, jedyny niezrodzony i niewidzialny, i w Jego jednorodzonego Syna, naszego Pana i naszego Boga, stwórcę wszystkich rzeczy, nie mając innego poza Nim. Zatem jest jeden Bóg wszystkiego, który jest również Bogiem naszego Boga, i wierzę w Ducha Świętego, w oświecającą i uświęcającą moc. Jak powiedział Chrystus po zmartwychwstaniu do swoich uczniów:
A oto Ja zsyłam na was obietnicę mojego Ojca. Wy zaś pozostańcie w mieście, aż zostaniecie przyobleczeni mocą z wysokości. (Łk 24,49)
I znowu:
ale weźmiecie moc Ducha Świętego, kiedy zstąpi na was, i będziecie mi świadkami w Jerozolimie i w całej Judei, i w Samarii, i aż po krańce ziemi. (Dz. 1, 8)
Ani Bóg, ani Pan, ale wierny wykonawca Chrystusa; nie równy, ale poddany i posłuszny we wszystkim Synowi. I wierzę, że Syn jest poddany i posłuszny we wszystkim Bogu Ojcu.